# لی هه این
لی هه این (کره‌ای: 이혜인؛ زادهٔ ۱۳ نوامبر ۱۹۹۵) بازیگر اهل کره جنوبی است.

## فیلم‌شناسی

### مجموعه‌های تلویزیونی
| سال  | عنوان                        | نقش                        | شبکه    |
| ---- | ---------------------------- | -------------------------- | ------- |
| ۲۰۰۷ | روح پانگ پانگ                |                            | اس‌بی‌اس  |
| ۲۰۰۹ | Heading to the Ground        |                            | ام‌بی‌سی  |
| ۲۰۱۱ | بک دونگ سو دلاور             | جوانی هوانگ جین جو         | اس‌بی‌اس  |
| ۲۰۱۲ | مهمانی خدایان                | دوست گو جون یونگ           | ام‌بی‌سی  |
| ۲۰۱۲ | تعقیب کننده                  | بک سو جونگ                 | اس‌بی‌اس  |
| ۲۰۱۲ | رؤیای فرمانروای بزرگ         | جوانی چابی                 | کی‌بی‌اس۱ |
| ۲۰۱۲ | دختر من سو یونگ              | جوانی لی سو یونگ           | کی‌بی‌اس۲ |
| ۲۰۱۳ | کتاب خانواده گو              | گاب دان                    | ام‌بی‌سی  |
| ۲۰۱۳ | دراما سیتی «بانداژ خانوادگی» | لی سون وو                  | کی‌بی‌اس۲ |
| ۲۰۱۳ | خورشید ارباب                 | لی اون سول (مهمان، قسمت ۲) | اس‌بی‌اس  |
| ۲۰۱۳ | عشق آتشین                    | جوانی هان یو جونگ          | اس‌بی‌اس  |
| ۲۰۱۴ | روزهای شگفت‌انگیز             | جوانی کانگ دونگ اوک        | کی‌بی‌اس۲ |
| ۲۰۱۵ | گل ملکه                      | کانگ اون سول               | ام‌بی‌سی  |

### ورایتی شو
| سال  | عنوان                     | شبکه   | توضیحات |
| ---- | ------------------------- | ------ | ------- |
| ۲۰۰۸ | UCC Scientific Expedition | اس‌بی‌اس | مجری    |
| ۲۰۱۰ | Ggurugi Life Inquiry      | اس‌بی‌اس |         |

## جوایز و نامزدی‌ها
| سال  | جایزه               | دسته                  | اثر نامزد شده                         | نتیجه    |
| ---- | ------------------- | --------------------- | ------------------------------------- | -------- |
| ۲۰۱۲ | جوایز درامای کی‌بی‌اس | بهترین بازیگر جوان زن | دختر من سو یونگ, رؤیای فرمانروای بزرگ | نامزدشده |